# Myopa fenestrata
Myopa fenestrata är en tvåvingeart som beskrevs av Daniel William Coquillett 1902. Myopa fenestrata ingår i släktet Myopa och familjen stekelflugor. Inga underarter finns listade i Catalogue of Life.